# 심리시

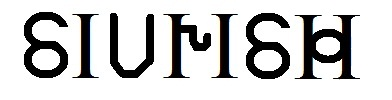
글로 쓴 심리시

심리시(Simlish)는 심즈 게임 내에서 나오는 언어를 말하는 것이다. 모든 심들은 다른 심과 의사소통을 할 때 심리시를 사용한다. 심리시는 뜻을 모르는 언어로 구성되어 있는데 플레이어는 단지 목소리 톤과 몸짓 그리고 말풍선에 나오는 그림으로 추측할 수 있다.